# 豪華な部屋でカード遊びをする人々
『豪華な部屋でカード遊びをする人々』（ごうかなへやでカードあそびをするひとびと、仏: Joueurs de cartes dans un riche intérieur、英: Card Players in a Rich Interior）は、1663–1665年頃、17世紀オランダ黄金時代の画家ピーテル・デ・ホーホがキャンバス上に油彩で制作した絵画である。画家がデルフトから移り住んだアムステルダムで画業を始めた時期に描かれた作品で、「P. D. HOOCH」と署名されている
。1801年にパリのルーヴル美術館に収蔵された。
本作は、デ・ホーホが初期の『カード遊びをする兵士たち』(1657–1658年、個人蔵) 、『明るい部屋にいるカード遊びをする人々』(1658年、 ウィンザー城、ロイヤル・コレクション) で用いられた主題をふたたび取り上げたものである。 画家は、後の『テーブルについているカード遊びをする人々』 (1670–1674年、個人蔵) で同じ主題に立ち返っている。
画面に描かれているのは、高級売春宿の玄関広間だとされている。入り口で手を握り合う男女、いかさまのカード遊びですべてのエースを手にした女性、彼女が身に着けている黄色 (娼婦の色で、情欲と色事を表す) のアンダースカートと鮮やかな赤いドレス、浴場の炎の象徴である赤い火。この作品には、性的な含蓄がふんだんに散りばめられている。